# Klínec
Klínec település Csehországban, Nyugat-prágai járásban. Klínec Líšnice, Trnová, Davle, Jíloviště és Měchenice településekkel határos. Lakosainak száma 816 fő (2024. január 1.).

## Népesség
A település lakosságának változását az alábbi diagram mutatja:
| Lakosok száma | 401  | 398  | 345  | 430  | 381  | 385  | 690  | 728  | 757  | 816  |
|               | 1869 | 1890 | 1921 | 1950 | 1980 | 2001 | 2017 | 2019 | 2022 | 2024 |